# Haplinis subdola
Haplinis subdola là một loài nhện trong họ Linyphiidae.
Loài này thuộc chi Haplinis. Haplinis subdola được Octavius Pickard-Cambridge miêu tả năm 1879.